# Жан I дьо Бурбон-Ла Марш
Жан I дьо Бурбон-Ла Марш (на френски: Jean Ier de Bourbon-La Marche; * 1344, † 11 юни 1393, Вандом, Кралство Франция) е граф на Ла Марш (1362 – 1393), jure uxoris граф на Вандом (като Жан VII) и Кастър (като Жан II) (1372 – 1393), пер на Франция от 1371 г. и френски военачалник от времето на Стогодишната война.

## Произход
Жан е втори син на Жак I дьо Бурбон-Ла Марш (* 1319, † 1362), граф на Ла Марш (1342 – 1361), граф на Понтийо (1351 – 1360), конетабъл на Франция (1354 – 1356) и френски военачалник от времето на Стогодишната война, и на съпругата му Жана дьо Шатийон (* 1320, † 1371), господарка на Льоз, на Конде сюр Леско, на Каранси, на Дуизан, на Обини ан Артоа и на Букуа, дъщеря на Хю дьо Шатийон, господар на Льоз и ба Конде, и на Жана, господарка на Аржие и на Като.
Има двама братя и една сестра:
- Изабела (* 1340, † 1371), съпруга на Луи II дьо Бриен, виконт на Бомон, и на Бушар VII дьо Вандом, граф на Вандом и на Кастър
- Пиер I (* 1342, † 1362), граф на Ла Марш (1362) само за няколко дни поради смъртта си
- Жак I (* 1345/50 † 1416/1417), господар на Прео, на Аржие, на Дангю и на Тюри, родоначалник на кадетската линия Бурбон-Прео.

## Биография
На 23 декември 1371 г. в Париж френският крал Шарл V потвърждава на Жан титлата „Граф на Ла Марш“ и го признава за пер на Франция.
През 1372 г. умира Жана, графиня на Вандом и Кастър. Нейна наследница става Екатерина, съпругата на Жан. В новопридобитите владения Жан I възстановява замъка Лаварден и укрепява Вандомския замък.
През 1377 г. участва в нападението на английския остров Уайт. Французите под командването на Жан превземат и разрушават няколко градове и замъци.
През 1382 г. участва в похода във Фландрия на краля на Франция Шарл VI, а през 1392 г. воюва в Бретан.
Жан умира на 11 юни 1393 г. във Вандом на 48-49-годишна възраст, където е погребан в църквата „Сен Жорж“. Графство Ла Марш е наследено от неговия най-голям син Жак II, който от наследството на майка си получава и Кастър. Вторият син на Жан, Луи I, наследява Графство Вандом и става родоначалник на Вандомския клон на Бурбоните.

## Брак и потомство
∞  28 септември 1364 в Париж за Катерина дьо Вандом (* ок. 1350, † 1 април 1412), от 1372 г. графиня на Вандом и на Кастър, дъщеря на Жан VI, граф на Вандом и на Кастър, и на Жана дьо Понтие., от която има трима сина и три дъщери:
- Жак II  (* ок. 1369/1370, † 24 септември 1438, Безансон), граф на Ла Марш от 1393 г., граф на Кастър от 1403 г., крал на Неапол от брака си с Джована II
- Луи I (* 1375/1376, † 21 декември 1446, Тур), граф на Вандом от 1403 г., господар на Мондубло, на Епернон и на Ремаланд, Велик камерхер на Франция от 1408 г., Велик управляващ двора на Франция от 1413 г. родоначалник на кадетската линия Бурбон-Вандом.
- Жан (* 1378, † 29 април 1458 в Л'Еклюз), господар на Каранси и Савини; ∞ май 1438 за Жана дьо Вандомоа, дъщеря на Амлен III дьо Вандомоа, владетел на Шампмарен, Кран и Бесе. Родоначаник на кадетската линия Бурбон-Каранси.
- Анна (* ок. 1380, †  10 юли/август 1408 при раждане в Париж), ∞ 1. за Жан дьо Бери, граф на Монпансие 2. за Лудвиг VII Баварски.
- Мария (* 1387, † сл. 11 септември 1465 г.), отвлечена от Жан дьо Бейн, господар на Екру.
- Шарлота (* 1392, † 25 януари 1422 в Никозия), кралица на Кипър, ∞ за Янус дьо Лузинян, крал на Кипър.